# Al-Hilal SC (Bengasi)
El Al-Hilal SC (en árabe: نادي الهلال الرياضي الثقافي الاجتماعي‎) es un equipo de fútbol de Libia que milita en la Liga Premier de Libia, la liga de fútbol más importante del país.

## Historia
Fue fundado en el año 1952 en la ciudad de Bengasi, manteniéndose a la sombra de los 2 equipos más importantes de la ciudad, el Al-Ahly y el Al-Nasr. Nunca han ganado la Liga Premier de Libia, siendo su único título la Copa de Libia ganada en el 2002.
A nivel internacional han participado en 3 torneos continentales, en donde su mejor participación ha sido en la Recopa Africana 2003, en la que fueron eliminados en la segunda ronda por el WAC Casablanca de Marruecos.

## Palmarés
- Copa de Libia: 1

2002

## Participación en competiciones de la CAF
| Temporada | Torneo                       | Ronda         | Club            | Casa | Visita | Global      |
| --------- | ---------------------------- | ------------- | --------------- | ---- | ------ | ----------- |
| 2001      | Recopa Africana              | Primera ronda | FAR Rabat       | 1-0  | 0-2    | 1-2         |
| 2003      | Recopa Africana              | Primera ronda | WA Tlemcen      | 1-0  | 1-2    | 2-2 (a)     |
| 2003      | Recopa Africana              | Segunda ronda | WAC Casablanca  | 2-2  | 0-4    | 2-6         |
| 2017      | Copa Confederación de la CAF | Preliminar    | Ulinzi Stars FC | 1-0  | 0-1    | 1-1 (4-5 p) |
| 2024/25   | Copa Confederación de la CAF | Primera ronda | Kitara FC       | 3-2  | 3-2    | 6-4         |
| 2024/25   | Copa Confederación de la CAF | Segunda ronda | Al-Masry SC     | 3-2  | 2-3    | 5-5 (3-5 p) |

## Jugadores

### Jugadores destacados
- Haroon Jamakra
- Ghasaan al Maqini
- Gabrel Mohamed
- Omar Diop